# 飯嶋則之
飯嶋 則之（いいじま のりゆき、1978年12月2日 - ）は、栃木県小山市出身の競輪選手。作新学院高等学校出身。日本競輪選手会・栃木支部所属。日本競輪学校第81期生。師匠は高校の先輩でもある神山雄一郎。

## 戦績
1996年、全国高等学校総合体育大会自転車競技大会（インターハイ）のイタリアンチームレースにおいて優勝を経験。翌1997年に競輪学校に入学。加藤慎平、合志正臣といった後のGI優勝者に加え、伊勢崎彰大（在校競走成績第1位）や前反祐一郎（卒業記念レース優勝者）といった錚々たる顔ぶれがいた中、飯嶋の在校競走成績は70位にとどまった。
1998年8月15日、静岡競輪場でデビューし2着。上記の同期の面々と比較すると出世レースでいささか遅れを取り、S級に昇進したのは2002年の8月。S級1班昇進は2年後となる2004年7月であり、GI初出場を果たしたのはさらに2年後となる2006年の高松宮記念杯競輪であった。
デビューしてからしばらくは、先行・捲りを主体とした自在型の選手であった。ところが同年の観音寺記念において、連日武田豊樹の番手回りでレースを進め、決勝でも武田マークから直線で差して記念初優勝を飾ったレースを境に自力はほとんど使わなくなり、完全に追い込み型の選手に変貌した。
翌2007年に高知競輪場で開催された第50回オールスター競輪では決勝に駒を進めた飯嶋だったが、目標とする先行選手が不在のメンバー構成となったことから、山崎芳仁－佐藤友和の東北ラインに切り込む策、つまり、山崎の番手を狙いに行く競走を考えた。スタートから、山崎の番手を死守しようとする佐藤との虚虚実実の駆け引きが続いたが、残りあと2周の地点あたりで佐藤を完全に根負けさせて山崎の番手を奪取。ジャンからスパートをかけた山崎の番手をほぼ無風状態で回り、直線に入って山崎を交わして優勝を果たした。レース後のインタビューで、「僕のような弱い選手が勝っていいんですか？」と、信じられない表情をしていた飯嶋だが、これで同年12月30日に開催されるKEIRINグランプリ初出場を決めたばかりか、2008年1月より実施されるS級S班への在籍が決定した。GI初優出かつ初優勝は、前年2006年の第57回高松宮記念杯競輪を制覇した山崎芳仁以来であった。
2008年にも8月に福井競輪場で開催されたふるさとダービーで優勝を果たし、改めてトッププラスとしての存在をアピールしている。
しばし記念の優勝からは離れたが2012年3月の松山記念で4年ぶりに優勝。
2014年10月の熊本記念で優勝し、記念レース4勝目をマークした。

## 主な獲得タイトル
- 2007年 - オールスター競輪（高知競輪場）

## 競走スタイル
上記の通り自在から追い込みに戦法を転換させており、後方から追いかかる選手を体当たりでブロックする「張り」の技術も多用するようになっている。自在型が主流となりつつある競輪界の流れにあって、その自在を捨て、マーク一本の競走に努めようと志す飯嶋に期待されるものは大きい。